# جونگ سونگ-ریونگ
جونگ سونگ-ریونگ (زاده ۴ ژانویهٔ ۱۹۸۵) یک بازیکن فوتبال اهل کره جنوبی است.
وی همچنین در تیم‌های ملی فوتبال کره جنوبی بازی کرده است.